# 日本薬学生連盟
一般社団法人日本薬学生連盟（いっぱんしゃだんほうじん にほんやくがくせいれんめい、英: The Association of Pharmaceutical Students’-Japan、英略称：APS-Japan）とは、IPSF（国際薬学生連盟）に日本で唯一加盟する、全国規模の薬学生団体である。前身の「薬学生の集い」が1998年に創立され、2011年からは日本薬学生連盟として、名称変更し活動する。運営は全て学生が担っており、一般社団法人格を有する。

## 活動
全国各地の薬学部に在籍する学生が会員として所属しており、薬剤師国家試験の受験資格を有する6年制学部だけでなく、薬科学科などの4年制学部の薬学生も活動している。希望者は、毎年開催されるIPSF World Congress（国際学薬学生連盟世界会議）やAPPS（アジア太平洋薬学生シンポジウム）に参加し、海外の薬学生との交流を深めている。2005年、2013年には本連盟が主幹となり日本でAPPSが開催され、2013年に開催された「第12回アジア太平洋薬学生シンポジウム」は平成26年度日本政府観光局（JNTO）国際会議誘致・開催貢献賞を受賞した。
また、IPSFと連携を取り交換留学制度を定めており、海外からの薬学留学生の受け入れや日本からの斡旋を行っている。その他、講演や啓発活動、学会参加等を行っている。毎年年度末になると、国内の薬学生が集う「年会」が開催される。さらに、「日経DIオンライン」のコラムを担当しており、「薬学生の主張」を掲載している。

## 組織[1]

### 委員会
活動は主に以下の委員会によって行われる。
- 交換留学委員会
- 公衆衛生委員会
- 地域連携委員会
- 学術薬学教育委員会

### 支部本部
- 東北支部
- 関東支部
- 東海支部
- 関西支部
- 九州支部